# 哈勒姆市政厅

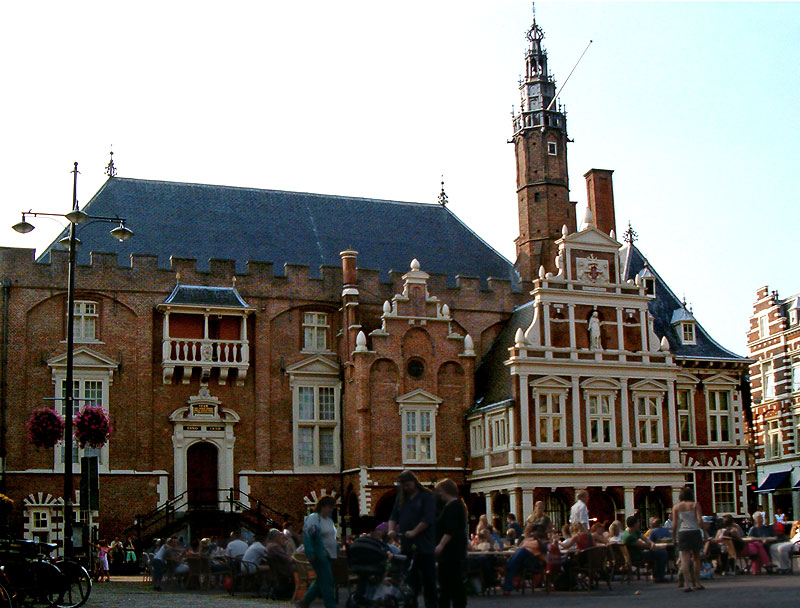
哈勒姆市政厅

哈勒姆市政厅（荷蘭語：Stadhuis van Haarlem）是荷兰哈勒姆的市政机关所在地，位于市中心的哈勒姆大广场，建于14世纪。

## 历史

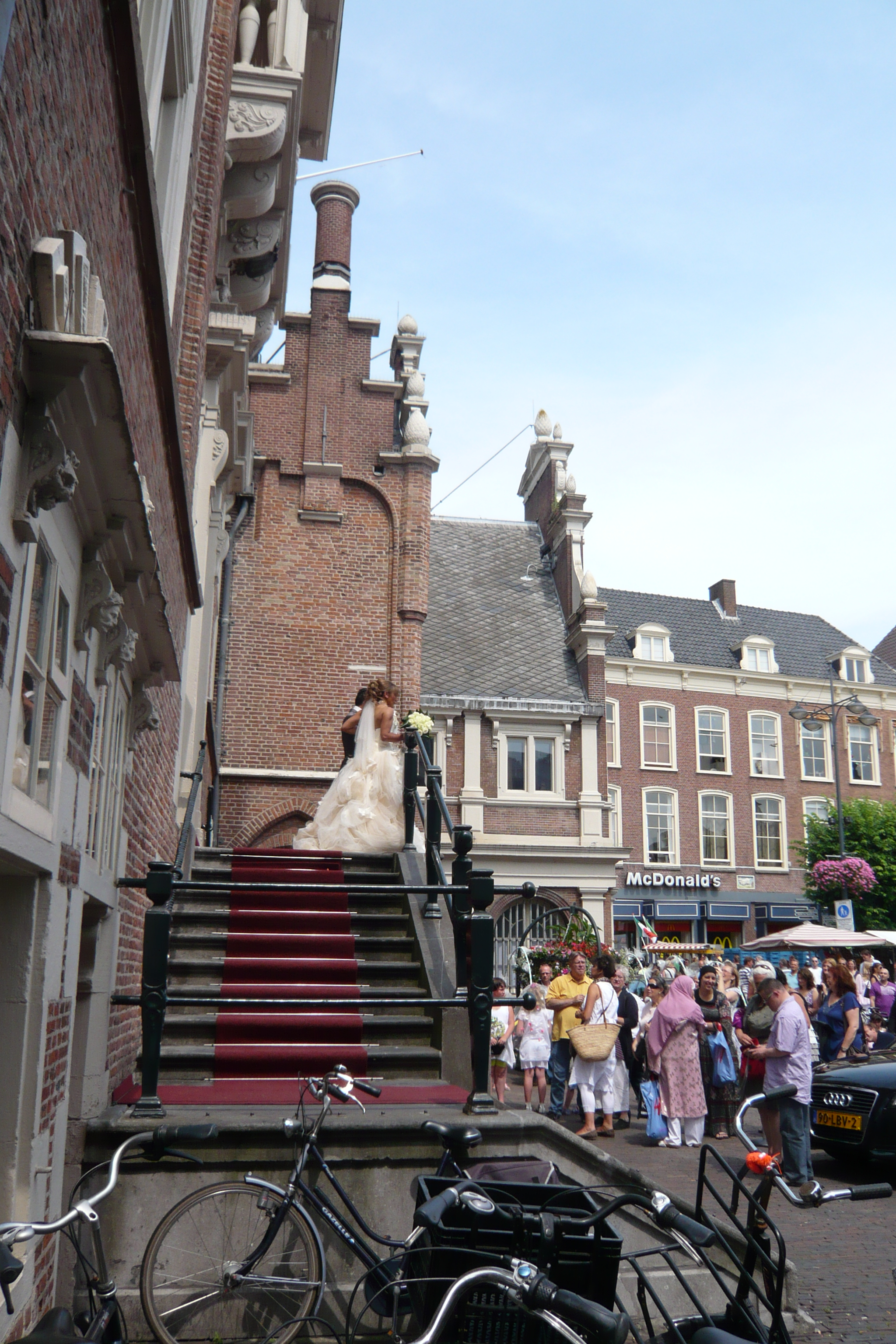
市政厅是举行婚礼的地点

大约1100年，目前的地点上有一座木质建筑。在1347年和1351年大火之后，荷兰伯爵威廉二世将其捐给市政当局，于是在此新建一座建筑。1602年到1604年，建筑师利文·德·凯为其增建了一个独特的立面。最初市政厅只占有建筑的前部，后院属于多明我会。宗教改革后全部归属市议会。哈尔斯博物馆和哈勒姆公共图书馆最初都曾设在市政厅内。
每个周六和周日，市政厅前是一个大集市，周六主要卖花、日用品和食品，周日主要卖布和衣服。

## 内部
市政厅内收藏有大量绘画。有一个系列描绘各位荷兰伯爵，从迪尔克一世到马克西米利安一世。在中世纪这些绘画悬挂在 加尔默罗会修道院，它们绘于1486年到1491年。1570年的档案提到它们收藏在市政厅；可能是在1566年迁移此处，以免受到破坏。其他绘画有些是原来的陈设，有些是因为太大而不适合在哈尔斯博物馆展出。 

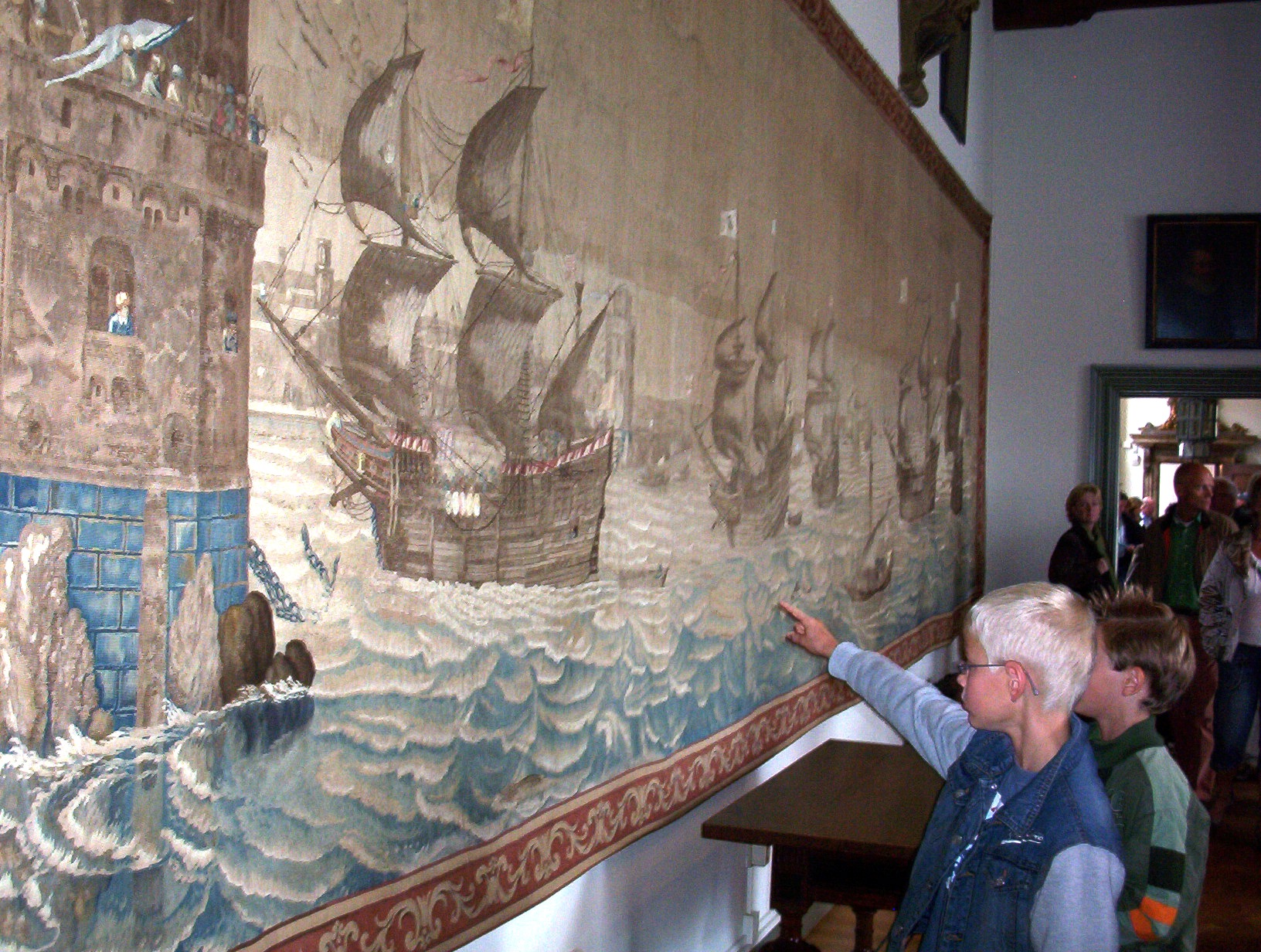
哈勒姆十字军主题的壁毯
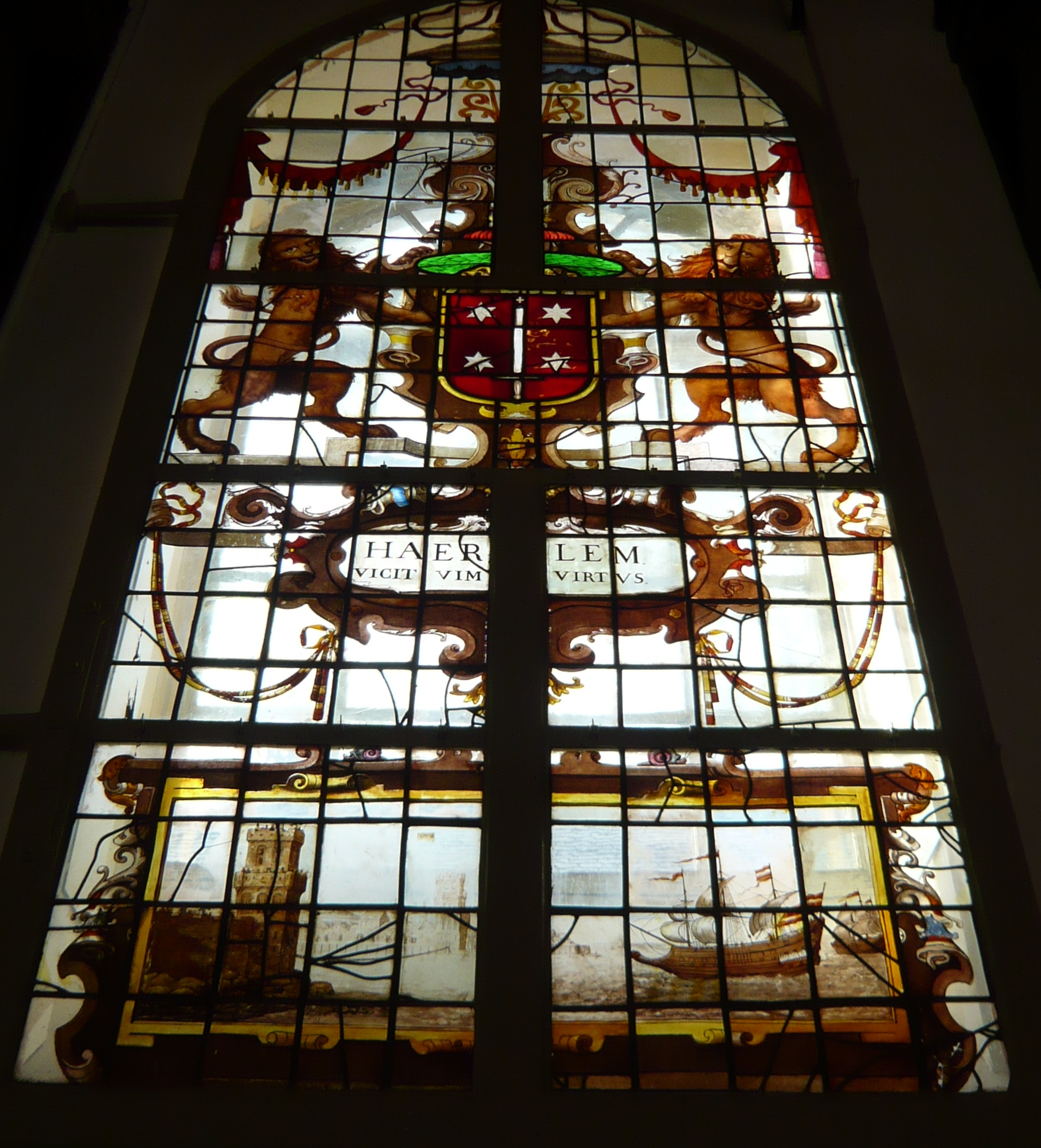
同一主题的花窗玻璃

52°22′53″N 4°38′05″E / 52.38139°N 4.63472°E